# Calea ferată Teiuș–Brașov
Calea ferată Teiuș–Brașov este o cale ferată principală în România, dată în folosință succesiv, în anii 1870. Ea traversează fostul Pământ Crăiesc, teritoriul locuit de sași în Transilvania, pe valea râurilor Târnava Mare și Olt.

## Istoric

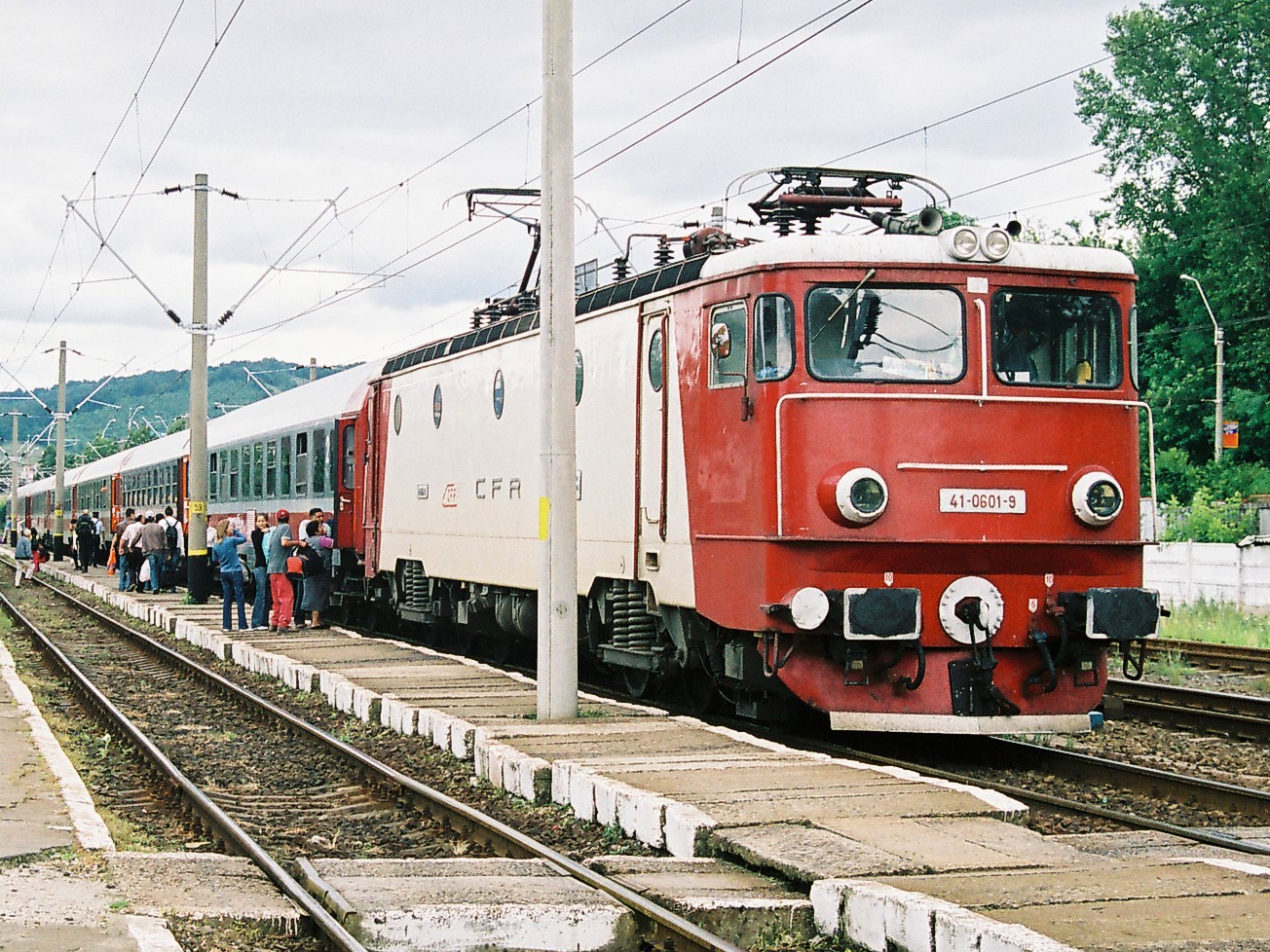
Tren Intercity în Gara Mediaș (2006)

La momentul construirii căii ferate, regiunea Transilvania aparținea de Regatul Ungariei. Această provincie care se afla în estul țării a fost legată relativ târziu de celelalte căi ferate din Ungaria. În 1868 a fost pusă în funcțiune prima cale ferată din Transilvania (Arad–Alba Iulia). Cu toate acestea, nu exista nici o legătură feroviară între cele mai mari orașe din Transilvania.
În 1868 statul ungar a început construcția mai multor trasee feroviare în Transilvania, concesionând lucrările la scurtă vreme unei companii englezești private conduse de antreprenorul englez Charles Waring. Mai întâi a fost pus în funcțiune în noiembrie 1871 un traseu feroviar de la Alba Iulia la Târgu Mureș, care mergea pe valea râului Mureș. Din Gara Teiuș a fost construită o cale ferată spre Brașov, prin Mediaș. Tronsonul de la Teiuș la Mediaș a fost deschis la 6 mai 1872, iar cel de la Mediaș la Sighișoara la 8 iulie 1872. La 1 iunie 1873 a fost finalizat întregul traseu până la Brașov.
Ca urmare a dificultăților de ordin financiar, compania a fost naționalizată în 1876, iar calea ferată Teiuș–Brașov a fost preluată de către compania feroviară maghiară de stat MÁV.
La sfârșitul Primului Război Mondial Transilvania a devenit parte componentă a României, iar căile ferate din Transilvania au fost preluate de compania feroviară română de stat CFR.

## Situația actuală
Întreaga cale ferată este cu linie dublă și electrificată cu curent alternativ (25 kV, 50 Hz). Ea este intens frecventată atât de trenuri de călători, cât și de trenuri de marfă. Principalele orașe străbătute sunt Teiuș, Blaj, Copșa Mică, Mediaș, Sighișoara și Brașov. 
În anii 2013-2018 urma să fie reabilitată această linie ferată, cu finanțare din partea Uniunii Europene. Din cei circa 250 de km de cale ferată Brașov-Teiuș au fost reabilitați, până în decembrie 2019, doar aproximativ 100 km (între Blaj și Sighișoara).
Pe data de 4 martie 2020 CFR SA și asocierea Railworks a semnat contractul de 2,97 miliarde de lei (610 mil. euro) pentru reabilitare  căii ferate Brașov-Sighișoara(lot 1 Brașov-Apața și lotul 3 Sighișoara-Cața) , lucrările de reabilitare au început pe 16 aprilie 2020. Iar în luna august s-au apucat să demonteze infrastructura actuală pe lotul 1(mai exact de la ieșirea din gara Brașov).